# Johannes Kolb
Johannes Kolb (* 19. Januar 1736 in Kirchheim unter Teck; † 1810 ebenda) war ein deutscher Textilunternehmer. Er legte den unternehmerischen Grundstein für die spätere Kolb & Schüle AG.

## Leben
Johannes Kolb wurde als Sohn des Stadt- und Amtspflegers Georg Nikolaus Kolb geboren. Nach erfolgter Kaufmannsausbildung und Wanderjahren eröffnete er 1760 in Kirchheim unter Teck am Marktplatz eine Spezerei- und Ellenwarenhandlung und stellte dort zwei Webstühle zur Erzeugung von Bettbarchent, Halstüchern für Frauen und Schnupftüchern aus Baumwolle auf. Jahrelange Auseinandersetzungen mit der heimischen Zunft der Tuch- und Leinweber sowie mehrere Eingaben an den württembergischen Landesherrn Herzog Carl Eugen zur Genehmigung und Weiterentwicklung seines Unternehmens kennzeichneten die kommenden Jahre.
Seine Tochter Johanna Elisabeth heiratete am 10. November 1799 Konrad Friedrich Schüle. Kurz darauf, am 1. Januar 1800 nahm Johannes Kolb seinen Schwiegersohn und seinen Sohn Johann Jakob Kolb als Gesellschafter in das Unternehmen auf. Ein Jahr später überschrieb er die „Offene Handelsgesellschaft Kolb & Schüle“ ganz auf die beiden.